# The Hunger Games (film)
The Hunger Games är en amerikansk action-äventyrsfilm från 2012, i regi av Gary Ross och är baserad på Suzanne Collins bok Hungerspelen. Filmen är producerad av Nina Jacobson och Jon Kilik, med ett manus skrivet av Ross, Collins och Billy Ray. Filmens huvudroller spelas av bland andra Jennifer Lawrence, Josh Hutcherson, Liam Hemsworth, Woody Harrelson, Elizabeth Banks och Donald Sutherland. 
Filmen hade först biopremiär i Los Angeles den 12 mars 2012. Filmen hade sedan biopremiär över resten av världen mellan den 21 och 23 mars. I Sverige hade den biopremiär den 23 mars. Uppföljaren The Hunger Games: Catching Fire hade premiär i november 2013.

## Handling
Filmen utspelar sig i en fiktiv dystopisk nation vid namn Panem, som bildats i ett post-apokalyptiskt Nordamerika och som består av ett förmöget Capitolium samt tolv fattiga distrikt som omger den. Varje år direktsänds Hungerspelen som en av nationens största mediala händelser. Från varje distrikt väljs två ungdomar mellan 12 och 18 år ut för att delta i tävlingen. De lottas fram, och skickas omedelbart till huvudstaden efter att de tagit farväl. I huvudstaden stylas, tränas och visas de upp i direktsända intervjuer. De måste se till att vinna folkets gunst för att få sponsorer. Varje år konstrueras en ny spelplats där ungdomarna släpps ut, men bara den sista som överlever tävlingen får återvända hem.
Katniss Everdeen är sexton år och bor i distrikt 12. Hon älskar sin lillasyster Prim över allt annat, och försöker skydda henne från allt hemskt i distrikt 12, men mot Hungerspelen har hon inget skydd. Det namn som dras i lottningen i distrikt 12 är Primrose Everdeen, och Katniss ser ingen annan utväg än att själv ta Prims plats. Då skickas Katniss till huvudstaden för att tränas, stylas och intervjuas inför sin eventuellt kommande död i Hungerspelen.

## Rollista
| Jennifer Lawrence  | – Katniss Everdeen          |
| Josh Hutcherson    | – Peeta Mellark             |
| Liam Hemsworth     | – Gale Hawthorne            |
| Woody Harrelson    | – Haymitch Abernathy        |
| Elizabeth Banks    | – Effie Trinket             |
| Lenny Kravitz      | – Cinna                     |
| Stanley Tucci      | – Caesar Flickerman         |
| Donald Sutherland  | – President Coriolanus Snow |
| Wes Bentley        | – Seneca Crane              |
| Toby Jones         | – Claudius Templesmith      |
| Alexander Ludwig   | – Cato                      |
| Isabelle Fuhrman   | – Clove                     |
| Amandla Stenberg   | – Rue                       |
| Jacqueline Emerson | – Rävflickan                |
| Leven Rambin       | – Glimmer                   |
| Paula Malcomson    | – Mrs. Everdeen             |
| Willow Shields     | – Primrose "Prim" Everdeen  |
| Dayo Okeniyi       | – Thresh                    |
| Jack Quaid         | – Marvel                    |

## Mottagande
Filmen har fått bra betyg från många filmkritiker. Filmen har fått ett genomsnittsbetyg på 7,2 av 10 av Rotten Tomatoes, där minst 85% av 255 recensioner gav filmen ett bra betyg. På Metacritic har filmen fått betyget 67 av 100, baserat på 44 recensioner.
Filmen har fått blandade betyg från svenska tidningar, bland annat:
- Aftonbladet - 4/5[15]
- Dagens Nyheter - 3/6[16]
- Expressen - 4/5[17]
- Göteborgs-Posten - 3/5[18]
- Metro - 4/5[19]
- Svenska Dagbladet - 4/6[20]
- Upsala Nya Tidning - 3/5[21]